# Campeonato Iberoamericano de Atletismo de 2010
El XIV Campeonato Iberoamericano de Atletismo de 2010 fue una competición deportiva que se celebró, entre los días 3 y 6 de junio de 2010, en la localidad de San Fernando (Cádiz, España), y en la que participaron 29 países iberoamericanos de Europa, América y África. Este acontecimiento coincidió con la celebración del Bicentenario de la Constitución de Cádiz.
El país vencedor fue Cuba, con 25 medallas y 15 oros, seguida del país organizador, España, que lideró el medallero total con 32 metales y obtuvo 11 oros. Brasil consiguió 27 medallas, 7 de ellas de oro. Otras actuaciones destacadas fueron las de Portugal, Puerto Rico y Argentina.

## Estadio y pistas
La competición se celebró en el Estadio Municipal de Bahía Sur, en la Ciudad Deportiva de Bahía Sur, con capacidad para 12.000 espectadores. 
Estas instalaciones deportivas cuentan con más de 67.000 m² los destinados a más de 15 prácticas deportivas desde el propio atletismo, pasando por el baloncesto, fútbol, hockey, bádminton, tenis, pádel, balonmano, judo, ciclismo y natación. De esta forma, 4.800 m² son instalaciones cubiertas; 1.200 m² piscinas climatizadas; 27.000 m² son destinadas a campos de fútbol; 6.900 m² a pista de atletismo; 16.400 m² a pistas polideportivas y 10.700 m² a campos de césped sintéticos.

## Récords
| Nombre                         | Categoría               | País        | Récord    | Tipo      |
| Masculino                      | Masculino               | Masculino   | Masculino | Masculino |
| ------------------------------ | ----------------------- | ----------- | --------- | --------- |
| Héctor Carrasquillo            | 400 metros (atletismo)  | Puerto Rico | 45.60     | RN        |
| Yeimer López                   | 800 metros (atletismo)  | Cuba        | 1:45.36   | RC        |
| Ayad Lamdassem                 | 5000 metros (atletismo) | España      | 13:32.48  | RC        |
| Héctor Cotto                   | 110 metros vallas       | Puerto Rico | 13.54 m   | RN        |
| Alexis Copello                 | Triple salto            | Cuba        | 17.28 m   | RC        |
| Marco Fortes                   | Lanzamiento de peso     | Portugal    | 20.69 m   | RC RN     |
| Guillermo Martínez             | Lanzamiento de jabalina | Cuba        | 81.71 m   | RC        |
| Femenino                       |                         |             |           |           |
| Nuria Fernández                | 1500 metros (atletismo) | España      | 4:05.71   | RC        |
| Juliana Paula Gomes dos Santos | 1500 metros (atletismo) | Brasil      | 4:07.30   | RN        |
| Jessica Augusto                | 3000 metros (atletismo) | Portugal    | 8:46.59   | RC        |
| Rosa Morató                    | 3000 metros obstáculos  | España      | 9:40.26   | RC        |
| Anay Tejeda                    | 100 metros vallas       | Cuba        | 12.84     | RC        |
| Fabiana Murer                  | Salto con pértiga       | Brasil      | 4.85      | RC RR     |
| Yargelis Savigne               | Triple salto            | Cuba        | 14.62     | CR        |
| Ana Cabecinha                  | 10 kilómetros marcha    | Portugal    | 43:31.21  | CR        |

| RM — Récord del mundo • RR — Récord regional • RC — Récord de los Campeonatos • RN — Récord nacional |
| --- |

## Países participantes
Veintinueve países de Europa, América y África participaron en el XIV Campeonato Iberoamericano de Atletismo, todos ellos pertenecientes a la Asociación Iberoamericana de Atletismo excepto los 6 países africanos y Andorra:
| - Andorra - Angola - Argentina - Bolivia - Brasil - Cabo Verde - Chile - Colombia | - Costa Rica - Cuba - Ecuador - El Salvador - España - Guatemala - Guinea Ecuatorial - Guinea-Bisáu | - Honduras - México - Mozambique - Nicaragua - Panamá - Paraguay - Perú - Portugal | - Puerto Rico - República Dominicana - Santo Tomé y Príncipe - Uruguay - Venezuela |

Andorra, Angola, Argentina, Bolivia, Brasil, Cabo Verde, Colombia, Costa Rica, Cuba, Chile, Ecuador, El Salvador, España, Guatemala, Guinea-Bissau, Guinea Ecuatorial, Honduras, México, Mozambique, Nicaragua, Panamá, Paraguay, Perú, Portugal, Puerto Rico, Santo Tomé y Príncipe, Uruguay y Venezuela.

## Medallero

### Masculino
| Evento                  | Oro                                                                   | Oro         | Plata                                                                                     | Plata     | Bronce                                                                             | Bronce    |
| ----------------------- | --------------------------------------------------------------------- | ----------- | ----------------------------------------------------------------------------------------- | --------- | ---------------------------------------------------------------------------------- | --------- |
| 100 metros              | Nilson André                                                          | 10.24       | Yunier Pérez                                                                              | 10.37     | Daniel Grueso                                                                      | 10.39     |
| 200 metros              | Nilson André                                                          | 20.94       | Rolando Palacios                                                                          | 21.20     | Yazaldes Nascimento                                                                | 21.31     |
| 400 metros              | Nery Brenes                                                           | 45.19       | Williams Collazo                                                                          | 45.33     | Héctor Carrasquillo                                                                | 45.60 NR  |
| 800 metros              | Yeimer López                                                          | 1:45.36 CR  | Kléberson Davide                                                                          | 1:45.82   | Antonio Manuel Reina                                                               | 1:46.15   |
| 1500 metros             | David Bustos                                                          | 3:43.19     | Eduardo Villanueva                                                                        | 3:43.72   | Leandro de Oliveira                                                                | 3:44.08   |
| 3000 metros             | Leandro de Oliveira                                                   | 8:15.55     | Reyes Estévez                                                                             | 8:15.58   | Joilson da Silva                                                                   | 8:16.58   |
| 5000 metros             | Ayad Lamdassem                                                        | 13:32.48 CR | Marílson Gomes dos Santos                                                                 | 13:34.92  | Miguel Barzola                                                                     | 13:42.55  |
| 110 metros vallas       | Héctor Cotto                                                          | 13.54 NR    | Jackson Quiñónez                                                                          | 13.65     | Anselmo Gomes da Silva                                                             | 13.82     |
| 400 metros vallas       | Omar Cisneros                                                         | 49.19       | Andrés Silva                                                                              | 49.58     | Mahau Camargo Suguimati                                                            | 49.87     |
| 3000 metros obstáculos  | José Alberto Sánchez                                                  | 8:31.80     | Mário Teixeira                                                                            | 8:32.21   | Alberto Paulo                                                                      | 8:34.52   |
| Relevos 4×100           | Puerto Rico Marcos Amalbert Yavid Zackey Luis López Miguel López      | 39.31       | España · Iván Mocholí Calabuig · Ángel David Rodríguez · Alberto Gavaldá · Daniel Molowny | 39.45     | Colombia · Álvaro Gómez · Luis Carlos Nuñez Julio · Isidro Montoya · Daniel Grueso | 39.76     |
| Relevos 4×400           | Cuba · Omar Cisneros · Yeimer López · Yunier Pérez · Williams Collazo | 3:04.86     | Brasil · Hederson Estefani · Wagner Cardoso · Kléberson Davide · Eduardo Vasconcelos      | 3:05.43   | Venezuela · Freddy Mezones · Arturo Ramírez · Omar Longart · Albert Bravo          | 3:05.53   |
| 20 km. marcha           | Francisco Arcilla                                                     | 1:24:38.4   | Yerko Araya                                                                               | 1:25:27.5 | Pedro Isidro                                                                       | 1:25:54.7 |
| Salto de altura         | Javier Bermejo                                                        | 2.24 m      | Wanner Miller                                                                             | 2.18 m    | Carlos Layoy                                                                       | 2.18 m    |
| Salto con pértiga       | Lázaro Borges                                                         | 5.60 m      | Fábio Gomes da Silva                                                                      | 5.55 m    | Edi Maia                                                                           | 5.30 m    |
| Salto de longitud       | Wilfredo Martínez                                                     | 8.04 m      | Joan Lino Martínez                                                                        | 7.68 m    | Mauro Vinícius da Silva                                                            | 7.60 m    |
| Tripe salto             | Alexis Copello                                                        | 17.28 m CR  | Yoandri Betanzos                                                                          | 17.19 m   | Jadel Gregório                                                                     | 16.82 m   |
| Lanzamiento de peso     | Marco Fortes                                                          | NR          | Germán Lauro                                                                              | 20.43 m   | Carlos Véliz                                                                       | 20.20 m   |
| Lanzamiento de disco    | Mario Pestano                                                         | 63.01 m     | Frank Casañas                                                                             | 62.08 m   | Jorge Fernández                                                                    | 61.76 m   |
| Lanzamiento de martillo | Roberto Janet                                                         | 73.82 m     | Juan Ignacio Cerra                                                                        | 71.37 m   | Wagner Domingos                                                                    | 70.95 m   |
| Lanzamiento de jabalina | Guillermo Martínez                                                    | 81.71 m CR  | Víctor Fatecha                                                                            | 76.34 m   | Dayron Márquez                                                                     | 74.77 m   |
| Decatlón                | Luiz Alberto de Araújo                                                | 7816 pts    | Agustín Félix                                                                             | 7395 pts  | Román Gastaldi                                                                     | 7290 pts  |

### Femenino
| Evento                  | Oro                                                                               | Oro          | Plata                                                                             | Plata      | Bronce                                                                             | Bronce   |
| ----------------------- | --------------------------------------------------------------------------------- | ------------ | --------------------------------------------------------------------------------- | ---------- | ---------------------------------------------------------------------------------- | -------- |
| 100 metros              | Ana Cláudia Lemos Silva                                                           | 11.38        | Erika Rivera                                                                      | 11.45      | Digna Luz Murillo                                                                  | 11.49    |
| 200 metros              | Erika Rivera                                                                      | 23.18        | Roxana Díaz                                                                       | 23.25      | Carol Rodríguez                                                                    | 23.54    |
| 400 metros              | Daisurami Bonne                                                                   | 52.25        | Yenifer Padilla                                                                   | 52.68      | Jailma de Lima                                                                     | 52.86    |
| 800 metros              | Andrea Ferris                                                                     | 2:02.86      | Rosemary Almanza                                                                  | 2:03.03    | Indira Terrero                                                                     | 2:03.24  |
| 1500 metros             | Nuria Fernández                                                                   | 4:05.71 CR   | Juliana dos Santos                                                                | 4:07.30 NR | Jéssica Augusto                                                                    | 4:08.32  |
| 3000 metros             | Jéssica Augusto                                                                   | 8:46.59 CR   | Iris Fuentes-Pila                                                                 | 9:06.24    | Diana Martín Giménez                                                               | 9:06.53  |
| 5000 metros             | Judit Plá                                                                         | 15:43.20     | Simone da Silva                                                                   | 15:49.79   | Yolanda Caballero                                                                  | 15:50.18 |
| 100 metros vallas       | Anay Tejeda                                                                       | 12.84 CR     | Brigitte Merlano                                                                  | 13.10      | Shantia Moss                                                                       | 13.25    |
| 400 metros vallas       | Zudikey Rodríguez                                                                 | 56.33        | Patrícia Lopes                                                                    | 57.50      | Laia Forcadell                                                                     | 57.73    |
| 3000 metros obstáculos  | Rosa Morató                                                                       | 9:40.26 CR   | Zulema Fuentes-Pila                                                               | 9:53.75    | Sabine Heitling                                                                    | 9:56.02  |
| Relevos 4×100           | Brasil · Ana Cláudia Lemos Silva · Thaíssa Presti · Vanda Gomes · Bárbara Leôncio | 43.97        | Colombia · María Idrobo · Darlenys Obregón · Yomara Hinestroza · Eliecit Palacios | 44.29      | España · Ana Torrijos · Digna Luz Murillo · Estela García · Amparo María Cotán     | 44.38    |
| Relevos 4×400           | Cuba · Roxana Díaz · Indira Terrero · Susana Clement · Daisurami Bonne            | 3:30.73      | México · Karla Dueñas · Nallely Vela · Gabriela Medina · Zudikey Rodríguez        | 3:32.96    | Brasil · Sheila Ferreira · Bárbara de Oliveira · Aline dos Santos · Jailma de Lima | 3:33.17  |
| 10 km. marcha           | Ana Cabecinha                                                                     | 43:31.21 CR  | Júlia Takács                                                                      | 43:35.50   | Inês Henriques                                                                     | 44:31.27 |
| Salto de altura         | Ruth Beitia                                                                       | 1.89 m       | Lesyani Mayor                                                                     | 1.86 m     | Romary Rifka                                                                       | 1.83 m   |
| Salto con pértiga       | Fabiana Murer                                                                     | 4.85 m AR CR | Ana Piñero                                                                        | 4.30 m     | Karla da Silva                                                                     | 4.20 m   |
| Salto de longitud       | Concepción Montaner                                                               | 6.45 m       | Vanessa Seles                                                                     | 6.29 m     | Eliane Martins                                                                     | 6.17 m   |
| Tripe salto             | Yargelis Savigne                                                                  | 14.62 m      | Caterine Ibargüen                                                                 | 14.29 m    | Patricia Sarrapio                                                                  | 14.10 m  |
| Lanzamiento de peso     | Misleydis González                                                                | 18.52 m      | Natalia Duco                                                                      | 17.10 m    | Úrsula Ruiz                                                                        | 16.97 m  |
| Lanzamiento de disco    | Yarisley Collado                                                                  | 60.23 m      | Yarelis Barrios                                                                   | 59.96 m    | Elisângela Adriano                                                                 | 58.86 m  |
| Lanzamiento de martillo | Jennifer Dahlgren                                                                 | 70.91 m      | Berta Castells                                                                    | 68.37 m    | Rosa Rodríguez                                                                     | 67.58 m  |
| Lanzamiento de jabalina | Mercedes Chilla                                                                   | 62.39 m      | Silvia Cruz                                                                       | 53.43 m    | Nuria Ferrer                                                                       | 51.90 m  |
| Heptatlón               | Soledad Donzino                                                                   | 5459 pts     | Estefanía Fortes                                                                  | 5406 pts   | Bárbara Hernando                                                                   | 5314 pts |

### Resumen general
País organizador
| Núm.  | País                       | Oro | Plata | Bronce | Total |
| ----- | -------------------------- | --- | ----- | ------ | ----- |
| 1     | Cuba (CUB)                 | 15  | 7     | 3      | 25    |
| 2     | España (ESP)               | 11  | 11    | 10     | 32    |
| 3     | Brasil (BRA)               | 7   | 8     | 12     | 27    |
| 4     | Portugal (POR)             | 3   | 3     | 6      | 12    |
| 5     | Puerto Rico (PUR)          | 3   | 1     | 2      | 6     |
| 6     | Argentina (ARG)            | 2   | 2     | 3      | 7     |
| 7     | México (MEX)               | 1   | 1     | 1      | 3     |
| 8     | Costa Rica (CRC)           | 1   | 0     | 0      | 1     |
| 8     | Panamá (PAN)               | 1   | 0     | 0      | 1     |
| 10    | Colombia (COL)             | 0   | 5     | 4      | 9     |
| 11    | Chile (CHI)                | 0   | 2     | 0      | 2     |
| 12    | Venezuela (VEN)            | 0   | 1     | 2      | 3     |
| 13    | Honduras (HON)             | 0   | 1     | 0      | 1     |
| 13    | Paraguay (PAR)             | 0   | 1     | 0      | 1     |
| 13    | Uruguay (URU)              | 0   | 1     | 0      | 1     |
| 16    | República Dominicana (DOM) | 0   | 0     | 1      | 1     |
| Total | Total                      | 44  | 44    | 44     | 132   |